# Filiz Aker
Filiz Aker (d. Fatos Bayer; 5 de agosto de 1963, Yozgat - ö. 27 de agosto de 2017, Besiktas, Estambul), fue una modelo y actriz de cine de Turquía.

## Biografía
Filiz Aker fue modelo durante mucho tiempo pero también actuó en varias películas como salvaje y hermoso, como el de los Lobos de la noche, el Exilio, alemán, Mujer, 40 mil de Marca, Cazadores humanos y la caída de una historia como la que tomó parte en las decisiones.Más tarde, en 1998 , dejó su carrera de modelo y de actriz.Después de todos estos años, de origen Árabe de Siirtse casó con un hombre de negocios y los Estados Unidos.
La actriz y exmodelo, Filiz Aker mato a Vatan Şaşmaz en el hotel Besiktas en Estambul y después se suicidó el 27 de agosto de 2017 a los 54 años. Tres días después, fue enterrada en el cementerio de Tuzla en Estambul.

## Filmografía
- 1986 – Kral Affetmez
- 1987 – İnsan Avcıları
- 1988 – Kurtlar Geceyi Sever
- 1988 – Sürgün
- 1988 – Alman Avrat 40 Bin Mark
- 1989 – Vahşi ve Güzel
- 1994 – Bir Sonbahar Hikayesi